# E. R. Eddison
Pour les articles homonymes, voir Rucker.
Eric Rücker Eddison, plus connu sous son nom de plume E. R. Eddison (24 novembre 1882 - 18 août 1945), est un écrivain britannique de fantasy. Il est connu comme l'un des premiers auteurs du genre, avec notamment son roman  Le Serpent Ouroboros (1922).

## Biographie
Après des études à Eton et au Trinity College de Cambridge, il entra comme fonctionnaire au Board of Trade (l'équivalent d'un Ministère du Commerce) en 1906, et prit sa retraite en 1938 pour se consacrer exclusivement à l'écriture.

## Œuvre
E. R. Eddison est surtout connu pour son roman The Worm Ouroboros (1922), situé sur la planète Mercure (en fait, une version fantastique de la Terre), ainsi que pour une suite de romans basés sur le monde imaginaire de Zimiamvia : Mistress of Mistresses (1935), A Fish Dinner in Memison (1941), et un texte resté inachevé à sa mort, The Mezentian Gate (1958). Un personnage, un Anglais appelé Lessingham, fait le lien entre ces différents univers, bien qu'il n'apparaisse qu'au tout début du premier roman. Dans celui-ci en particulier, sa prose flamboyante (entrecoupée de quelques poèmes, ce qui en fait, pour cela au moins, un précurseur de Tolkien) se caractérise par l'emploi d'une langue archaïsante imitée de la période jacobéenne (première moitié du XVIIe siècle); il y décrit des personnages héroïques à la sensibilité aristocratique et pour la plupart sans grandes nuances psychologiques.
Ses autres écrits incluent Poems, Letters, and Memories of Philip Sidney Nairn (1916), à la mémoire d'un condisciple de Trinity College mort dans sa jeunesse, et deux textes qui montrent son intérêt pour la littérature du vieux norrois, en particulier les sagas islandaises : Styrbiorn the Strong (1929), et Egil's Saga (1930), en fait une traduction de la Saga d'Egill, fils de Grímr le Chauve complétée de notes approfondies.

## Liste des œuvres

### Essai
- 1916 : Poems, Letters, and Memories of Philip Sidney Nairn

### Romans indépendants
- 1922 : The Worm Ouroboros. Traduction française : Le Serpent Ouroboros, Callidor, 2 tomes, 2017 et 2018.

### Romans dans l'univers de Zimiamvia
- 1935 : Mistress of Mistresses
- 1941 : A Fish Dinner in Memison
- 1958 : The Mezentian Gate (inachevé)

### Traductions et réécritures
- 1929 : Styrbiorn the Strong (inspirée de la Styrbjarnar þáttr Svíakappa, saga norroise du XIVe siècle mettant en scène  Styrbjörn le Fort).
- 1930 : Egil's Saga, traduction annotée de la Saga d'Egill, fils de Grímr le Chauve.